# Robb White (écrivain)
Pour les articles homonymes, voir White.
Robb White III, né le 20 juin 1909 et mort le 24 novembre 1990, est un écrivain américain de scénarios, de scénarios télévisés et de romans d'aventure. La plupart de ces derniers avaient un cadre maritime, souvent la marine américaine du Pacifique pendant la Seconde Guerre mondiale.